# Theta Crateris
Désignations
Theta Crateris (en abrégé θ Crt) est une étoile de la constellation australe de la Coupe. Elle est visible à l'œil nu avec une magnitude apparente de 4,70. C'est une étoile bleu-blanc de la séquence principale située à environ 301 années-lumière de la Terre.

## Environnement stellaire
Theta Crateris présente une parallaxe annuelle de 10,85 ± 0,19 mas mesurée par le satellite Gaia, ce qui permet d'en déduire qu'elle est distante de 92,16 ± 1,59 pc (∼301 al) de la Terre. Elle s'en rapproche à une vitesse radiale héliocentrique de −4 km/s. À cette distance, la magnitude visuelle de l'étoile est diminuée de 0,07 en raison du facteur d'extinction créé par la poussière interstellaire présente sur le trajet de sa lumière. C'est une étoile solitaire, qui ne possède pas de compagnon connu avec qui elle serait physiquement associée au sein d'un système binaire.

## Propriétés
Theta Crateris est une étoile bleu-blanc de la séquence principale de type spectral B9,5 Vn, avec le suffixe « n » qui indique que ses raies d'absorption apparaissent « nébuleuses » en raison de sa rotation rapide. Elle tourne en effet sur elle-même à une vitesse de rotation projetée de 212 km/s, ce qui donne à l'étoile une une forme aplatie avec un bourrelet équatorial qu'on estime être 7 % plus grand que son rayon polaire. L'étoile est 2,79 fois plus massive que le Soleil et elle est âgée d'environ 117 millions d'années. Son rayon est autour de 3,1 fois plus grand que le rayon solaire, elle est 107 fois plus lumineuse que le Soleil et sa température de surface est de 11 524 K. C'est une étoile standard photométrique.